# Ambassador Bridge
Ambassador Bridge – most wiszący na rzece Detroit, który łączy Detroit w stanie Michigan w Stanach Zjednoczonych z Windsor w prowincji Ontario w Kanadzie. Jest to najbardziej ruchliwe międzynarodowe przejście graniczne w Ameryce Północnej pod względem wielkości handlu, przewożące ponad 25% całego handlu towarowego między Stanami Zjednoczonymi a Kanadą.

## Historia
Przejście przez rzekę Detroit stało się ważnym szlakiem komunikacyjnym po wojnie secesyjnej. Oprócz innych linii kolejowych Michigan Central i Great Western działały po obu stronach granicy łączącej Chicago z wschodnim wybrzeżem Stanów Zjednoczonych. Aby przekroczyć rzekę Detroit, te koleje obsługiwały promy między dokami po obu stronach. Promy nie były w stanie obsłużyć potrzeb żeglugowych kolei, a na przeprawę przez rzekę często czekało 700–1000 wagonów towarowych, a wielu pasażerów było opóźnionych w tranzycie. Magazyny w Chicago zostały zmuszone do przechowywania zboża, którego nie mogły wysłać na rynki wschodnie, a towary zagraniczne były przechowywane we wschodnich magazynach w oczekiwaniu na wysyłkę na zachód Stanów Zjednoczonych. Efekt netto tych opóźnień spowodował wzrost cen towarów w kraju, a zarówno kupcy, jak i rolnicy chcieli rozwiązania od kolei. 
Michigan Central zaproponował budowę tunelu pod rzeką przy wsparciu swoich odpowiedników w Great Western Railway. Budowa rozpoczęła się w 1871 roku i trwała aż do awarii urządzeń wentylacyjnych w 1872 roku; praca została wkrótce porzucona. Rok później zwrócono uwagę na alternatywę budowy mostu kolejowego nad rzeką. Korpus Inżynieryjny Armii Stanów Zjednoczonych zlecił zbadanie mostu na rzece Detroit. Dyskusje trwały przez pozostałą część dekady bez skutku; most na rzece Detroit nie został zatwierdzony. Kongres USA zażądał nowego badania mostu w 1889 roku, ale most nie został zatwierdzony. Gdy Michigan Central zbudował Detroit River Tunnel w latach 1909–1910, aby przewozić pociągi pod rzeką. Ten tunel był korzystny dla kolei Michigan Central i Great Western, ale Canada Southern Railway i inne linie nadal preferowały most nad rzeką. Plany budowy mostu wznowiono w 1919 r., aby uczcić koniec I wojny światowej. Jednak ani prowincja Ontario, ani stan Michigan nie chciały finansować przeprawy przez rzekę. Po utworzeniu firmy pomostowej projekt wpadł w kłopoty, gdy finansista z Toronto zatrudniony do sprzedaży swoich papierów wartościowych zamiast tego sprzeniewierzył pieniądze i uciekł. Wspomagacze mostów zwrócili się do nowojorczyka Josepha A. Bowera, biznesmena specjalizującego się w ratowaniu źle zarządzanych firm. Bowerowi udało się zebrać początkowe 12 milionów dolarów. 
Most budowany był od sierpnia 1927 do listopada 1929 roku. Most został otwarty 15 listopada 1929, a całkowity koszt budowy wyniósł 23,5 miliona dolarów.